# Manzanillo (Spanyolország)
Manzanillo egy község Spanyolországban, Valladolid tartományban. Manzanillo Peñafiel, Torre de Peñafiel, Langayo és Quintanilla de Arriba községekkel határos. Lakosainak száma 48 fő (2024).

## Népesség
A település népessége az utóbbi években az alábbiak szerint változott:
| Lakosok száma | 60   | 48   | 59   | 61   | 66   | 62   | 50   | 52   | 54   | 48   |
|               | 2001 | 2004 | 2007 | 2009 | 2012 | 2014 | 2017 | 2019 | 2022 | 2024 |